# 田中俊雄
田中 俊雄（たなか としお、1948年7月28日 - ）は、中国放送（RCC）の元アナウンサー、フリーパーソナリティ。広島県大竹市出身。

## 来歴・人物
日本大学芸術学部放送学科を卒業後、1971年RCCに入社。血液型はO型、星座はしし座。今までにレコードを三枚出しており、「大竹ひとり」「今が青春」はともに6,000枚以上の売上を記録した。「歌えるアナウンサー」というキャッチフレーズを持っている。2008年9月30日にRCCを定年退職したが、担当中の番組には引き続き出演していた。2008年10月1日から2012年9月30日まではRCC契約アナウンサー、2012年10月1日からはフリーパーソナリティ。2018年3月24日の放送をもって全てのRCCの番組から卒業した。

## 過去の担当番組

### テレビ
- 田中俊雄のもの²TVカタログ
- 見て！知って！ひろしま県
- ザ・ベストテン（RCC追っかけマン）[1]
- 朝のホットライン[1]
- 旬感!アミーゴ（2006年10月～2007年3月）
- RCCイブニングワイド（イブニング・ふぉー内「世のため人のため」コーナー〔毎週水曜日〕担当）

### ラジオ
- おはようサタデー[1]
- なんでもジョッキー
- 田中俊雄と演歌30分[1]
- 田中俊雄のおもいっきり土曜日（1989～1994年放送、下記の俊雄と裕見子のおもいっきり土曜日（2007年4月7日～2018年3月24日） の前哨はこれにあたる）
- 俊雄とめぐみの土曜はこれから…「めぐみ」とは藤尾めぐみ元アナウンサー（1968～2006年在職）のこと。
- 僕の作文・私の作文
- 中四国ライブネット
  - 「広島発　広島の味覚冬の陣、海彦山彦対決」（2005年12月17日）
  - 「広島発　みろくの里からおもいっきり歌のアルバム」（2009年10月17日）
- 田中俊雄の演歌茶屋
- 俊雄と裕見子のおもいっきり土曜日（2007年4月7日～2018年3月24日）

## レコード
- 大竹ひとり（1981年4月1日、東芝EMI、H4R-8053）
- 今が青春（「東為五郎と青春仲間」名義。メンバー＝東為五郎・田中俊雄・嶋田徹（現；嶋田トオル）・南一誠、徳間音楽工業）
  - 東為五郎＝本名・東孝成。本業は内装工事業。1970～80年代にローカルタレントとして活動しその後も散発的にテレビ・ラジオ番組に出演していた。シンガーソングライター・東真紀の父。
  - ※ その後、「為五郎と赤ヘル青春仲間」名義で「今が青春 パート2」と題して東と当時の広島東洋カープの選手が歌ったバージョンが発売された（歌詞は同じ）。
    - 参加選手＝高橋慶彦・今井譲二・川口和久・津田恒美・原伸次・小早川毅彦・山中潔・森厚三・白武佳久・高木宣宏・川端順・滝口光則・金石昭人・木原彰彦・及川美喜男・阿部慶二・伊藤寿文（太字はソロパートを歌唱）
    - 原曲での1番の東のパートを東と今井が、田中のパートを川口と津田が、2番の嶋田のパートを高橋と原が、南のパートを小早川と山中が、サビをその他の選手を含めた全員が歌唱している。

- 夢ひとすじ（井上わこ＆田中俊雄、ポリドール）